# Adnan Kapau Gani

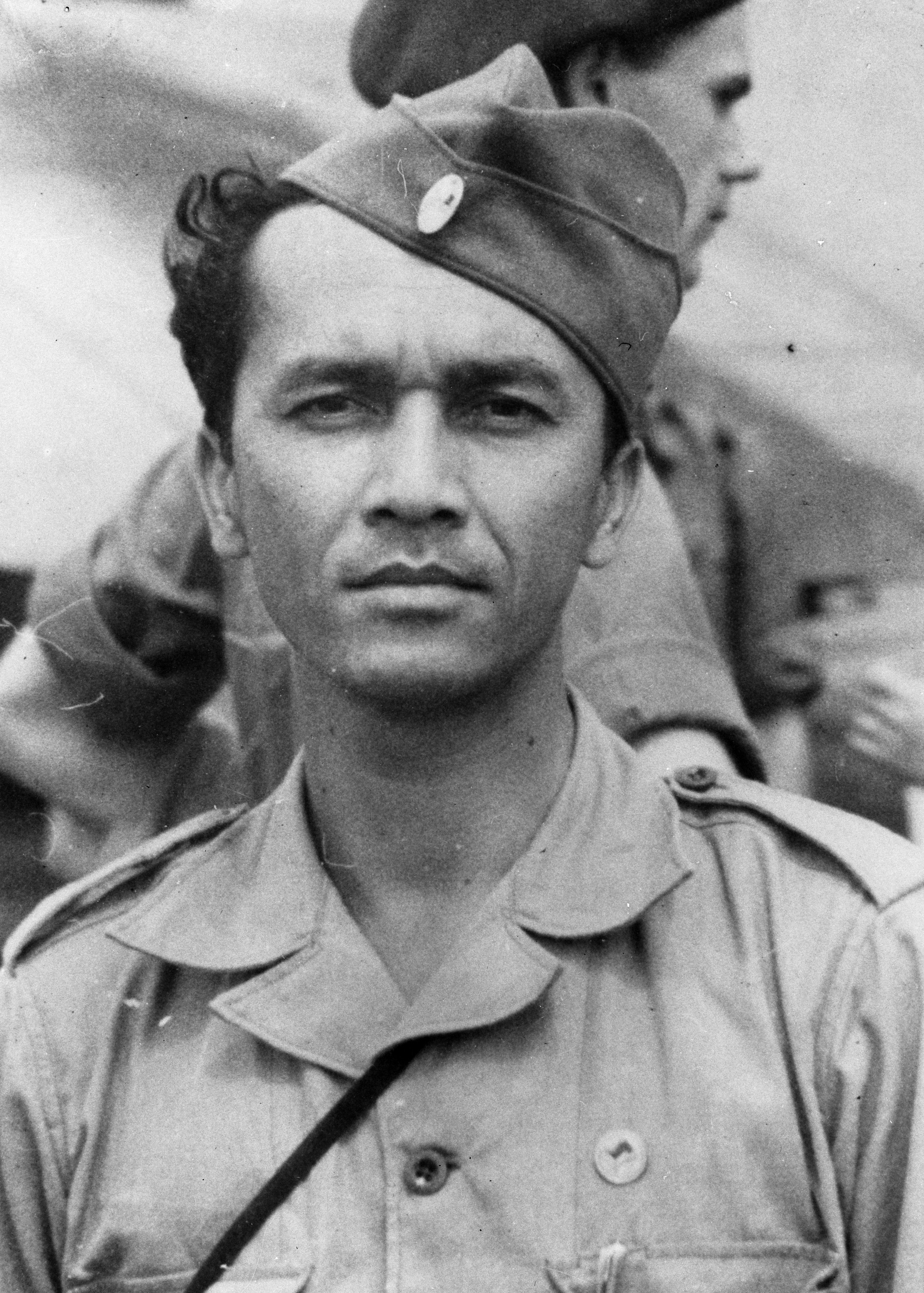
A. K. Gani em foto de 1947

Adnan Kapau Gani (Palembajan, Índias Orientais Holandesas, 16 de setembro de 1905 – Palimbão, Indonésia, 23 de dezembro de 1968), frequentemente abreviado como A. K. Gani, foi um político indonésio.

## Biografia
Adnan Kapau Gani nasceu em Palembajan, perto de Bukittinggi, na Sumatra Ocidental, então parte das Índias Orientais Holandesas, e terminou seus estudos em Bukittinggi antes de ir para Batávia, onde terminou seus estudos secundários em 1923 e a escola de medicina em 1926. Envolveu-se com políticos nacionalistas desde a juventude, inclusive ajudando a financiar o Congresso da Juventude de 1928, onde o atual hino da Indonésia foi tocado pela primeira vez. Em 1931, se juntou ao Partindo, que se havia separado do Partido Nacional Indonésio após a prisão de Sukarno. Fascinado pelo teatro, em 1941 foi convidado por Rd Ariffien para estrelar seu filme Asmara Moerni, e assim o fez, participando, pois, de um sucesso comercial. Recebeu uma graduação em medicina no mesmo ano, mas, durante a ocupação japonesa da Indonésia a partir 1942, recusou-se a colaborar com os japoneses, sendo preso entre setembro de 1943 e outubro de 1944. Passou o resto da carreira médica no setor privado.
Durante a Revolução Nacional da Indonésia, Gani, servindo como militar, ganhou grande poder político, coordenando esforços políticos na Sumatra Meridional. Serviu como Ministro do Bem-Estar de 2 de outubro de 1946 a 27 de junho de 1947 sob Sutan Sjahrir. Tornou-se vice-primeiro-ministro sob Amir Sjarifuddin. Após o fim da revolução em 1949, Gani permaneceu como governador militar da Sumatra Meridional, e em 1954 foi governador da Universidade Sriwijaya. Morreu em 23 de dezembro de 1968, em Palembang, onde foi sepultado.

## Legado
Em 9 de novembro de 2007, Gani foi declarado Herói Nacional da Indonésia pelo presidente Susilo Bambang Yudhoyono.